# Molenviergang (Zevenhuizen)
De Molenviergang is een molengang bestaande uit vier windmolens, ten noorden van Zevenhuizen aan de Rotte. De molens zijn gebouwd rond 1722.
De molenviergang is gebouwd voor de bemaling van de Tweemanspolder. In 1953 kwamen de molens in bezit van de Stichting tot instandhouding van de molenviergang van de Tweemanspolder. In 1950 is het scheprad van een van de molens vervangen door een centrifugaalpomp, die echter niet voldoet. Door deze vervanging is een onbalans in de viergang ontstaan. Bij een restauratie in 2009/2010 is deze molen echter weer voorzien van een iets meer verdiept scheprad, waardoor de balans weer beter is. Voor bemaling van de polder zijn de molens in 1953 buiten bedrijf gesteld. Ze zijn wel maalvaardig en draaien tweemaal per maand, op zaterdag. Er zijn geen bezoekmogelijkheden.
Op 1 juli 2008 is bekendgemaakt dat de Nederlandse overheid €472.035 subsidie verstrekt voor het uitvoeren van achterstallig onderhoud aan de vier molens. Dit bedrag is aangevuld met geld van de provincie Zuid-Holland, donateurs en sponsors.
De renovatiewerkzaamheden werden in mei 2011 afgerond.

## Foto's

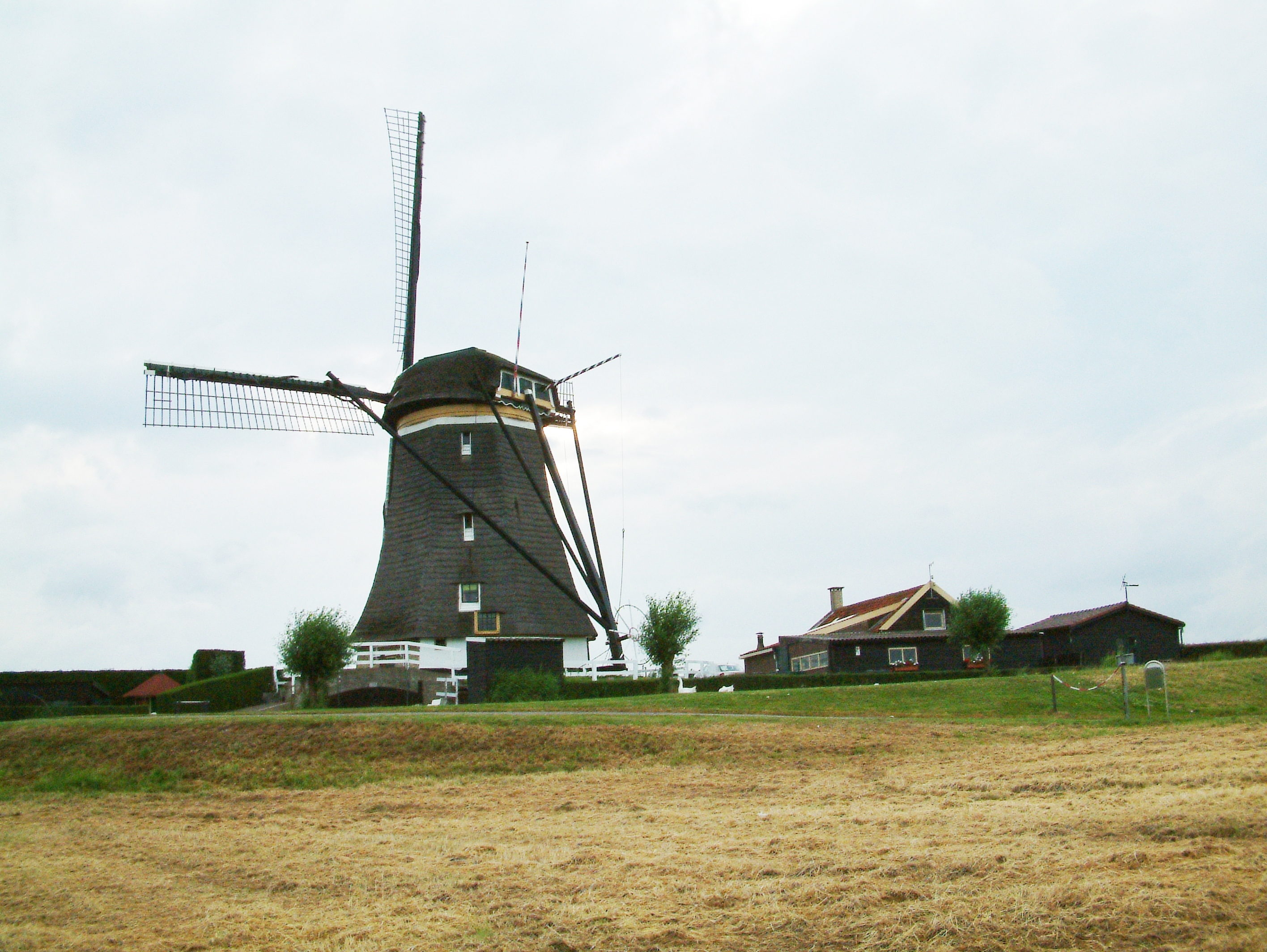
De hoogste molen, die het water uitslaat naar de Rottemeren
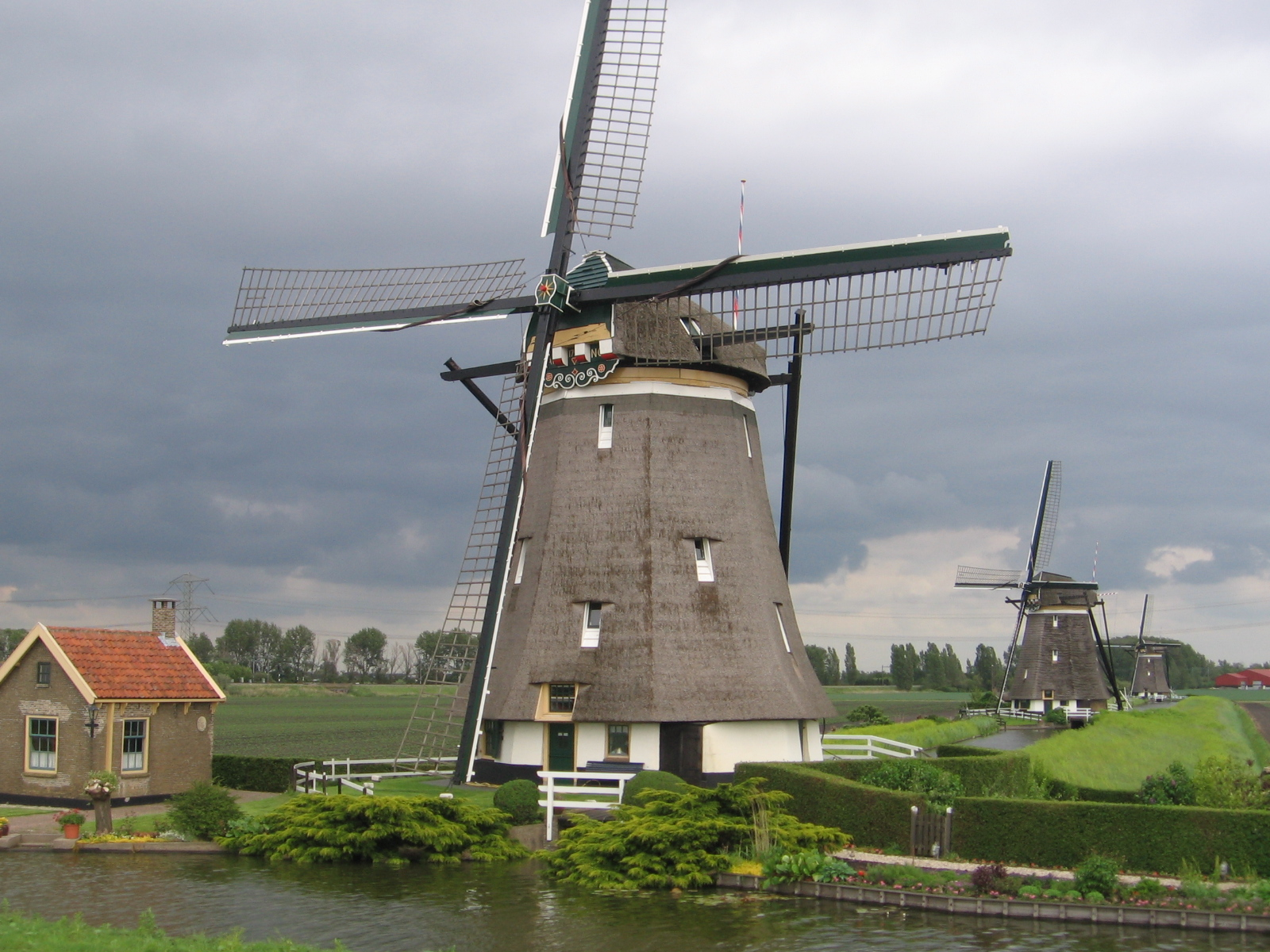
De overige drie molens staan op een rij
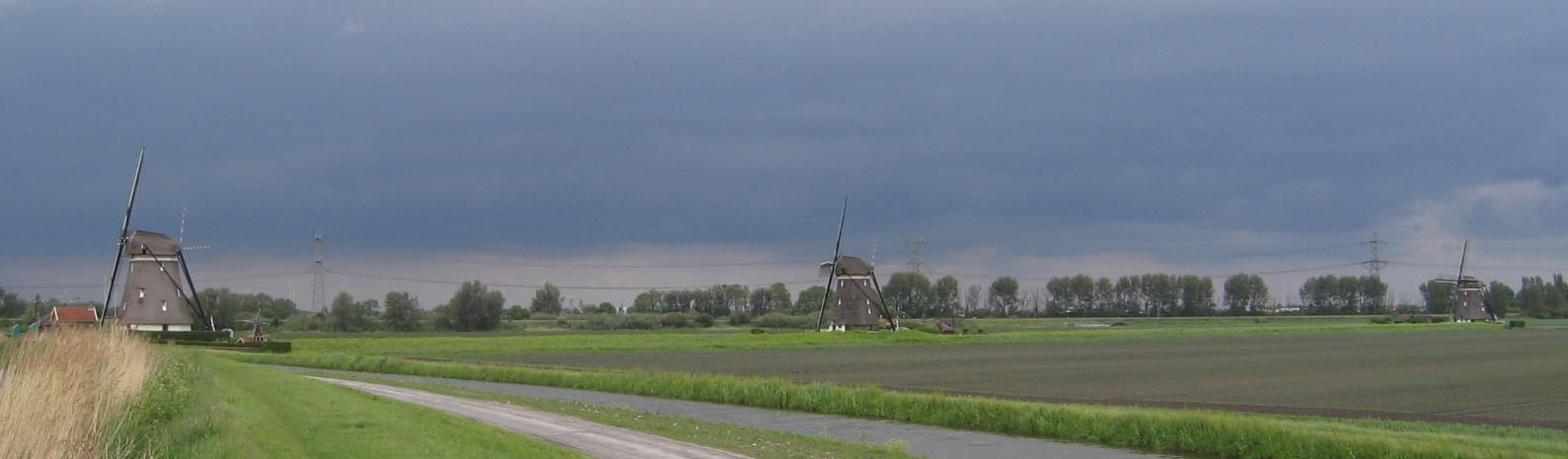
Panoramafoto